# Sukaresmi (Sukamakmur)
Sukaresmi is een bestuurslaag in het regentschap Bogor van de provincie West-Java, Indonesië. Sukaresmi telt 6117 inwoners (volkstelling 2010).